# 산세바스티안데로스레예스

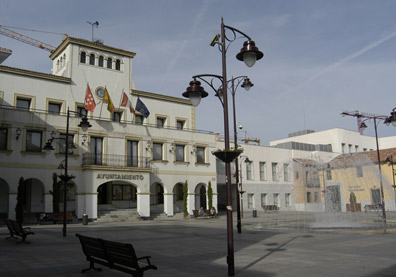
산세바스티안데로스레예스 시청

산세바스티안데로스레예스(스페인어: San Sebastián de los Reyes)는 스페인 마드리드 지방에 위치한 도시로 면적은 59.26km2, 높이는 730m, 인구는 75,912명(2009년 기준), 인구 밀도는 1,170명/km2이다. 도시가 설립된 시기는 1492년이다. 마드리드에서 북쪽으로 20km 정도 떨어진 곳에 위치한다.